# Tạ Bôn
Tạ Bôn (9 tháng 12 năm 1942 – 19 tháng 4 năm 2024) là một nghệ sĩ violon người Việt Nam. Ông là 1 trong 2 giáo sư chuyên ngành violon đầu tiên của Việt Nam, nguyên Phó Giám đốc Nhạc viện Hà Nội, nguyên Trưởng đoàn giao hưởng Nhà hát Giao hưởng và Vũ kịch Thành phố Hồ Chí Minh.

## Tiểu sử
Tạ Bôn sinh ngày 9 tháng 12 năm 1942 tại Thường Tín, Hà Tây, trong một gia đình âm nhạc. Cha ông là nhạc sĩ Tạ Phước (1919–1977), hiệu trưởng đầu tiên của Trường Âm nhạc Việt Nam (Nhạc viện Hà Nội ngày nay). Các anh em của ông đều theo nghiệp đàn dây là Tạ Tuấn, Tạ Đôn (violon), Tạ Huấn (cello). Ông bắt đầu học violon với cha ngay từ năm 5 tuổi.
Năm 1954, khi mới 12 tuổi, ông đã đi du học Trung cấp âm nhạc khoa violon ở Nhạc viện Bắc Kinh, Trung Quốc. Trong thời gian học, ông đã biểu diễn thành công nhiều tác phẩm, trong đó có Vui xuân mới của Mao Wen (Trung Quốc). Năm 1958, ông được chọn đi thi Concours violon Enescu tại Bucharest (România) và đã nhận được bằng danh dự Diplome. Ông là nghệ sĩ Việt Nam đầu tiên tham dự một concours âm nhạc quốc tế. Cũng trong năm này, sau khi tốt nghiệp trung cấp Nhạc viện Bắc Kinh, ông tiếp tục được cử sang học đại học Nhạc viện Tchaikovsky ở Moskva. Năm 1962, ông nhận Huy chương bạc violon tại Liên hoan Thanh niên Sinh viên Thế giới tổ chức ở Helsinki (Phần Lan).
Năm 1964, sau khi tốt nghiệp đại học, ông trở về giảng dạy tại Trường Âm nhạc Việt Nam (lúc này đang sơ tán ở Hà Bắc). Từ năm 1965 đến 1968, ông tiếp tục học Nghiên cứu sinh tại Nhạc viện Tchaikovsky. Năm 1968, ông trở về giảng dạy violon tại Trường Âm nhạc Việt Nam, từng giữ chức Phó Giám đốc Nhạc viện Hà Nội. Năm 1991, ông vào công tác Nhà hát Giao hưởng - Vũ kịch Thành phố Hồ Chí Minh, giảng dạy tại Nhạc viện Thành phố Hồ Chí Minh.
Trong thời gian học tập tại Nhạc viện, ông đã được giới chuyên môn và truyền thông Moskva đánh giá cao. Ông đã biểu diễn tại nhiều miền ở Việt Nam và ở các nước Nga, Trung Quốc, Phần Lan, Rumani, Cuba, Tiệp Khắc, Hungary, Bungary, Campuchia... Với uy tín của mình, ông đã ba lần được mời làm giám khảo cuộc thi quốc tế P.I. Tchaikovsky (Nga 1978, 1982, 1986), hai lần là khách mời danh dự cuộc thi quốc tế J.S. Bach (Đức 1980, 1984).
Tạ Bôn qua đời vì căn bệnh ung thư tụy vào ngày 19 tháng 4 năm 2024 tại Thành phố Hồ Chí Minh, hưởng thọ 81 tuổi.

## Đóng góp
Từ năm 1968, sau khi trở về giảng dạy tại Nhạc viện Hà Nội cùng với giáo sư Bích Ngọc và các giảng viên khác, ông đã góp phần xây dựng giảng dạy nhiều thế hệ nghệ sĩ violon. Nhiều học trò của ông đã trở thành những thành viên nòng cốt của dàn dây Dàn nhạc Giao hưởng Quốc gia Việt Nam.
Sau khi vào biên chế tại Nhà hát Giao hưởng Vũ kịch Thành phố Hồ Chí Minh, Tạ Bôn đax đào tạo nhiều thế hệ nghệ sĩ nổi tiếng tại đây. Những học trò của ông nhiều người đã thành danh, đoạt nhiều giải thưởng quốc tế như: Đỗ Phượng Như (giải nhì cuộc thi violon quốc tế tại Đức (1990), giải nhì tại Pháp, giải nhất tứ tấu tại Leningrad), Tạ Đôn (nhà giáo ưu tú, hiệu phó trường Văn hóa nghệ thuật Quân đội), Đỗ Xuân Tùng (trưởng phòng Đào tạo Nhạc viện Hà Nội), Nguyễn Anh Giang (trưởng bộ môn violon Nhạc viện TP Hồ Chí Minh), Bùi Công Duy, Tạ Tôn...
Năm 1992, Tạ Bôn là solist trong chương trình Nhạc giao hưởng vòng quanh đất nước. Năm 1999, ông làm cố vấn cho Dàn nhạc Giao hưởng Việt Nam trong chuyến biểu diễn ở Thượng Hải - Trung Quốc. Từ năm 1994 đến 2006, ông là Trưởng đoàn Giao hưởng của Nhà hát. Từ năm 2007, ông trở thành Cố vấn nghệ thuật của Nhà hát. Ngoài công tác biểu diễn và chịu trách nhiệm nghệ thuật, ông còn dàn dựng một số tác phẩm cho đàn dây.
Tạ Bôn đã có nhiều đóng góp lớn trong việc phát triển nền âm nhạc Việt Nam. Năm 1984, ông được Nhà nước phong tặng học hàm Phó giáo sư. Năm 1993, ông được Nhà nước phong tặng danh hiệu Nghệ sĩ ưu tú. Ngày 18 tháng 9 năm 1991, ông cùng với giáo sư Nguyễn Bích Ngọc (chồng Nghệ sĩ Nhân dân Trà Giang), trở thành giáo sư violon đầu tiên ở Việt Nam. Năm 2001, ông được phong tặng danh hiệu Nghệ sĩ nhân dân.

## Đời tư
Gia đình Tạ Bôn là một gia đình nghệ thuật nổi tiếng. Tiếp thu truyền thống từ người cha của ông là Giáo sư Tạ Phước, ông và các anh em của ông đều trở thành những nghệ sĩ violon và cello. Vợ ông là nghệ sĩ ưu tú, nhà giáo nhân dân Nguyễn Kim Dung (sinh năm 1949), hiện nay là hiệu phó Trường Múa TP Hồ Chí Minh. Bà đã cùng với vợ chồng nghệ sĩ nhân dân Đặng Hùng - Vương Linh thành lập lớp múa Những Ngôi sao nhỏ. Con gái ông, Tạ Thuỳ Chi là một nghệ sĩ múa trưởng thành từ lớp Những Ngôi sao nhỏ, hiện nay đang làm giảng viên múa của Trường Múa Thành phố Hồ Chí Minh. Con trai ông, Tạ Tôn, cũng là một nghệ sĩ violon, đã tốt nghiệp master tại Đại học Houston.